# Drangey
Drangey ou Ilha Drang, é uma ilha desabitada da Islândia, a norte da ilha principal, conhecida por seus penhascos íngremes, torres que majestosamente se apresentam no meio do fiorde Skagafjörður. A ilha é remanescente de um vulcão de 700 mil anos de idade, em sua maioria feitas de tufo vulcânico.